# 아르메니아계 미국인
아르메니아계 미국인(영어: Armenian Americans, 아르메니아어: ամերիկահայեր)은 전체 또는 부분적으로 아르메니아 혈통을 가진 미국 시민 또는 거주자이다. 이들은 아르메니아계 러시아인 다음으로 아르메니아 디아스포라에서 두 번째로 큰 공동체를 형성한다. 미국으로의 아르메니아 이민의 첫 번째 주요 물결은 19세기 말과 20세기 초에 일어났다. 1890 중부의 하미드 학살, 1909년 아다나 학살, 1915년~1918년 오스만 제국의 아르메니아인 집단학살 이후 수천 명의 아르메니아인이 미국에 정착했다. 1950년대 이후 중동 (특히 레바논, 시리아, 이란, 이라크, 이집트, 튀르키예) 출신의 많은 아르메니아인들이 이 지역의 정치적 불안정으로 인해 미국으로 이주했다. 1980년대 후반에 가속화되었으며 1991년 소련이 붕괴된 후 사회경제적, 정치적 이유로 인해 계속되고 있다. 로스앤젤레스 지역은 미국에서 가장 많은 아르메니아인 인구를 보유하고 있다.
2020년 미국 인구 조사에 따르면 519,001명의 미국인이 단독으로 또는 다른 조상 기원과 결합하여 아르메니아 뿌리를 완전히 또는 부분적으로 보유하고 있다고 보고했다. 다양한 조직과 언론은 이러한 수치가 과소평가된 것이라고 비판하며, 대신 90만 명에서 250만 명의 아르메니아계 미국인을 제안한다. 아르메니아계 미국인이 가장 많이 거주하는 지역은 로스앤젤레스 대도시권으로, 2000년 인구 조사에 따르면 486,498명이 자신을 아르메니아인으로 확인했으며, 이는 당시 미국에서 아르메니아 기원을 확인한 485,488명 중 45% 이상을 차지한다. 로스앤젤레스 대도시권의 글렌데일은 아르메니아계 미국인 생활의 중심지로 널리 알려져 있다(비록 많은 아르메니아인들이 로스앤젤레스의 적절한 이름을 가진 "리틀 아르메니아" 지역에 살고 있다).

## 지리적 분포
대부분의 아르메니아계 미국인은 주요 도시 지역, 특히 캘리포니아주와 북동부에 집중되어 있으며, 그보다는 중서부에 집중되어 있다. 아르메니아 혈통의 미국인이 가장 많이 거주하는 지역은 로스앤젤레스, 뉴욕, 보스턴이다. 2000년 인구 조사에 따르면 아르메니아인 인구가 가장 많은 주는 캘리포니아주 (204,631명), 매사추세츠주 (28,595명), 뉴욕주 (24,460명), 뉴저지주 (17,094명), 미시간주 (15,746명), 플로리다주 (9,226명), 펜실베이니아주 (8,220명), 일리노이주 (7,958명), 로드아일랜드주 (6,677명), 텍사스주 (4,941명)였다.

### 캘리포니아
최초의 아르메니아인은 1874년 캘리포니아주에 도착하여 프레즈노에 정착했다. 프레즈노와 센트럴밸리는 일반적으로 캘리포니아 아르메니아인 커뮤니티의 중심지였지만, 특히 1960년대 이후 수십 년 동안 상당수의 중동 아르메니아인이 미국에 도착하면서 남부 캘리포니아에는 점점 더 많은 아르메니아인이 유입되었다.

## 문화

### 언어
2000년 기준으로 미국에 거주하는 아르메니아인의 53%가 아르메니아어를 사용한다. 비교를 위해 이탈리아계 미국인의 약 6%, 그리스계 미국인의 32%, 알바니아계 미국인의 70%가 조상 언어를 사용한다.

### 교육
초기 아르메니아 이민자들은 76%의 문해력을 가지고 미국에 입국한 가장 문해력이 뛰어난 민족 중 하나였다. 이에 비해 남부 이탈리아인의 46%, 동유럽 유대인의 74%, 핀란드인의 99%가 문해력을 가지고 있었다. 2007년 기준으로 미국 태생 아르메니아인의 41%가 최소 4년제 대학 학위를 소지하고 있었다. 이 비율은 외국 태생 아르메니아인의 경우 더 낮다.
아르메니아계 미국인은 고학력 커뮤니티를 구성한다. 25세 이상의 아르메니아계 미국인 339,732명 중 26%는 대학 학위를 소지하고 있으며, 26.1%는 학사 학위를 소지하고 있다.

### 차별
2023년, 소비자 금융 보호국(CFPB)은 씨티그룹이 아르메니아계 미국인을 불법적으로 차별하고 범죄자처럼 취급한 사실을 발견했다. 규제 당국은 씨티그룹에 2,590만 달러의 벌금을 부과하도록 명령했다.

## 대표적인 인물
미국의 아르메니아인들은 비즈니스, 정치, 엔터테인먼트, 과학, 스포츠, 예술 등 다양한 분야에서 성공과 명성을 얻고 있다.

### 예술 및 엔터테인먼트
아르메니아계 미국인들은 엔터테인먼트 분야에서 많은 성공을 거두었다. 셰릴린 사키시안으로 태어난 가수 셰어의 경력은 60년이 넘었다. 얼터너티브 메탈 밴드 시스템 오브 어 다운은 세르지 탄키안, 다론 말라키안, 샤보 오다지안, 존 돌마얀의 네 명의 아르메니아 출신 멤버로 구성되어 있다.